# 埃尔韦·勒纳尔
埃尔韦·让-马里·罗杰·勒纳尔（法語：Hervé Jean-Marie Roger Renard，1968年9月30日—），是一名法国足球教練，出生于法国艾克斯莱班。目前擔任法国国家女子足球队主教练。曾分别带领贊比亞國家隊和科特迪瓦國家隊获得非洲國家盃冠军，是成为首位带领不同球队两夺非洲国家杯冠军的教练。

## 生涯
他早年在法国低级别联赛中踢球，1999年退役后，开始执导曾自己先前效力过的德拉吉尼昂队。2001年，跟随克洛德·勒鲁瓦加入上海中远教练组，担任助理教练。2002年1月，取得法國足球總會的教练证书。
2008年5月，他担任贊比亞國家隊主教练 ，带队闯入2010年非洲國家盃四分之一决赛，2010年4月辞职。2011年底再度担任贊比亞國家隊主教练，并参加2012年初的非洲國家盃，决赛中赞比亚队以点球大战战胜科特迪瓦队，赢得了其历史上首个非洲杯。
2014年7月，他接替萨布里·拉穆奇担任科特迪瓦國家隊主教练。在2015年非洲國家盃决赛中，科特迪瓦队以点球大战击败加纳队，夺得冠军。
2016年2月，他担任摩洛哥國家隊主教练。2017年11月带队在2018年世界盃非洲區外圍賽中出线。2019年7月，摩洛哥队在2019年非洲國家盃八分之一决赛中点球大战输给贝宁队，他于当月辞去主教练职务。
2019年7月，他成为沙特阿拉伯國家隊主教练，成为该队首位法国籍主教练。2022年3月，带队从2022年世界杯亚洲区预选赛出线。2022年5月，与沙特阿拉伯國家隊续约至2027年。2022年11月，率队在2022年世界盃上以2-1爆冷击败36场不败的阿根廷队。

## 榮譽

### 執教生涯

#### 贊比亞
- 非洲國家盃：2012年
- COSAFA盃：2013年

#### 科特迪瓦
- 非洲國家盃：2015年